# Cave Story
Cave Story (洞窟物語?, Dōkutsu Monogatari) è un videogioco del 2004 realizzato da Daisuke Amaya detto "Pixel" in cinque anni di lavoro. Si tratta di una avventura dinamica/platform, ispirato per modalità di gioco ai celebri Metroid e Castlevania. È stato inizialmente pubblicato sotto licenza freeware per Microsoft Windows in lingua giapponese, in seguito tradotto e portato per macOS, Linux, PlayStation Portable, Xbox, Amiga OS, Sega Mega Drive e GP2X; una versione a pagamento del gioco, con un rifacimento estetico e modalità aggiuntive, è stata pubblicata da Nicalis su Wii (ottenibile come WiiWare attraverso il Canale Wii Shop) e Nintendo 3DS (disponibile su Nintendo eShop), così come un remake in 2.5D intitolato Cave Story 3D per Nintendo 3DS e una versione "plus" (Cave Story+) scaricabile a pagamento da Steam per Mac OS, Windows e Linux, e successivamente pubblicata, con ulteriori migliorie, anche su Nintendo Switch.

## Trama
Il gioco inizia in una caverna sotterranea, con il protagonista che si risveglia al suo interno senza ricordare nulla, nemmeno il suo nome. Dopo aver ottenuto un'arma, la pistola Stella Polare, per farsi strada tra i nemici e gli ostacoli della grotta, egli finisce nel villaggio dei Mimiga, creature antropomorfe simili a conigli, minacciati da uno scienziato malvagio e dai suoi scagnozzi, Balrog e la strega Misery, che negli ultimi tempi hanno rapito buona parte della popolazione. Tra i pochi abitanti rimasti vi sono King, il capo del villaggio, Jack, suo vice e guardia del cimitero, Toroko, la Mimiga più giovane, e Sue, l'ultima arrivata. Proprio quest'ultima sembra essere il principale obiettivo del Dottore, che manda i suoi scagnozzi a rapirla, ma, non trovandola nel villaggio, i due finiscono per rapire Toroko, scambiandola per Sue. 
Nel tentativo di salvarla, il protagonista trova la chiave della casa di Arthur, guerriero Mimiga e fratello di Toroko, ucciso dal Dottore prima degli eventi del gioco. Nella casa, egli trova un dispositivo di teletrasporto connesso a un PC, su cui è presente una chat tra Sue e un ragazzo di nome Kazuma, della quale gli era arrivata un'interferenza nei primi momenti del gioco, al suo risveglio nella grotta iniziale. Notando che il teletrasporto è attivo e conduce al Corridoio delle Uova, il protagonista vi si reca ed è lì che trova Sue, messa K.O. e rapita da uno strano Mimiga dalle sembianze bestiali di nome Igor. Dopo averlo sconfitto e aver tratto in salvo Sue, questa gli rivela che era in cerca di un uovo di drago da far schiudere per poter fuggire dall'isola dove in quel momento si trovano. Non avendo la password per attivare l'apposita incubatrice, i due tornano al villaggio dei Mimiga, dove Sue viene fatta prigioniera da King nel tentativo di offirla al Dottore in cambio di Toroko. Non potendo raggiungere suo fratello Kazuma, l'unico in grado di far schiudere l'uovo, Sue incarica il protagonista di andare a salvarlo, in quanto si trova bloccato in un edificio in una zona denominata Grasstown. Qui, dopo aver fabbricato una bomba con l'aiuto del robot Malco, riesce ad abbattere la porta dell'edificio, salvando Kazuma e imbattendosi nel professor Booster. Quest'ultimo, una volta tornato al villaggio dei Mimiga assieme agli altri, annuncia a Kazuma e Sue che non è il momento di fuggire: il Dottore ha infatti individuato il luogo dove sono custoditi i pericolosi fiori rossi, e intende servirsene per conquistare la Terra. I fiori sono custoditi in un magazzino nella Zona di Sabbia, dove viene teletrasportato il protagonista perché il più adatto a sventare i piani del Dottore. Booster infatti lo identifica come uno dei robot da combattimento inviati anni prima sull'isola dov'è ambientato il gioco, per uno scopo non ben precisato.
Nella Zona di Sabbia, l'eroe si imbatte in Curly Brace, altro robot privo di memoria che ha deciso di prendersi cura di alcuni Mimiga orfani, e in Jenka, potente strega e madre di Misery, che custodisce le chiavi del magazzino. Dopo essersi rifiutata di consegnarle, essa racconta la storia dei fiori rossi, capaci di trasformare i Mimiga in esseri bestiali privi di senno, e di come anni fa alcuni di essi furono costretti a servirsene per contrastare l'attacco di numerosi robot inviati sull'isola ad ucciderli. Subito dopo, però, le chiavi vengono rubate da Balrog, che permette al Dottore di entrare nel magazzino e ottenere i fiori. Qui lo scienziato rivela che il suo scopo è creare un esercito di Mimiga bestiali per conquistare la Terra, e per sperimentare l'effetto dei fiori rossi, decide di usarne uno come cavia: Misery fa apparire Toroko, che viene costretta con la forza da Balrog a ingerire un fiore. Proprio in quel momento sopraggiunge King, che mette al tappeto Balrog e tenta di attaccare il Dottore, venendo colpito mortalmente da quest'ultimo. Purtroppo è troppo tardi: Toroko ha mangiato il fiore e il protagonista è costretto a ucciderla per difendersi. Il Dottore si dà alla fuga, e King consegna al robot la sua spada, chiedendogli di vendicarlo. Misery lo teletrasporta poi assieme a Balrog in una zona remota dell'isola: il Labirinto.
Qui il robot si ricongiunge con Curly, anche lei spedita lì da Misery, e insieme cercano di fuggire dal Labirinto, ma l'unica via di fuga sembra essere bloccata da un grosso masso. Dopo aver incontrato e sconfitto ancora una volta Balrog, quest'ultimo decide di aiutare i due, sollevando il masso e facendoli passare. Una volta usciti dal labirinto, i due si ritrovano in una zona allagata, piena di rottami e robot privi di vita, e sono costretti a combattere con uno strano nucleo, che si attiva e li attacca. Dopo averlo distrutto, essi scoprono, da Misery e dal Dottore, lì sopraggiunti, che il nucleo è il "cuore" dell'isola, ed è ciò che la mantiene sospesa in cielo. Lo scienziato e la strega fuggono ancora una volta, portando il nucleo con sé, e la zona viene del tutto sommersa. Il protagonista è sul punto di annegare, ma Curly decide di sacrificarsi donandogli il suo dispositivo per respirare sott'acqua. In questo punto del gioco il giocatore, se ha soddisfatto determinati requisiti, può salvare Curly, invece di lasciarla annegare. Dopo averla tratta in salvo e riparata dai danni, il protagonista finisce in una corrente acquatica che lo separa da lei e lo fa ritornare nel villaggio dei Mimiga, che ritrova totalmente deserto: tornato nella casa di Arthur egli scopre dal professor Booster, nel frattempo fuggito, che il Dottore ha iniziato a riunire tutti i Mimiga per mettere in atto il suo piano, e che ormai non c'è più speranza. Inoltre trova un messaggio di Kazuma che lo invita a tornare nel Corridoio delle Uova.
Una volta teletrasportato, la zona appare totalmente distrutta: c'è stata una violenta esplosione, e le uova incubate si sono schiuse dando alla luce dei draghi dall'aspetto mostruoso. Solo l'uovo numero 00 si è schiuso con successo, grazie all'intervento di Kazuma, che ha deciso di fuggire a bordo del drago appena nato.
L'eroe decide di non scappare con lui, e, risalendo dall'esterno la superficie dell'isola, finisce nel luogo dove il Dottore ha riunito i Mimiga, schiavizzandoli affinché coltivino sempre più fiori rossi. Dopo essere stato catturato e imprigionato, egli riceve una lettera da Sue, che gli rivela la verità: sua madre faceva parte di una squadra di ricerca mandata a indagare sull'isola fluttuante; assieme a lei, alla sua famiglia e a vari assistenti vi era anche il Dottore, in realtà intenzionato a rubare la Corona Demoniaca, un oggetto custodito sull'isola in grado di dare incredibili poteri a chiunque la indossi. Una volta ottenuta, ha iniziato a rapire i Mimiga, mentre i membri della squadra sopravvissuti sono fuggiti. Durante la fuga, Sue è stata trasformata in un Mimiga e si è ritrovata nel villaggio, dove è stata accolta da Toroko, l'unica a non considerarla un'estranea. Nella lettera ci sono inoltre le indicazioni per ricongiungersi con la madre di Sue, Momorin, che, assieme all'ingegnere Itoh, anch'esso trasformato in un Mimiga, sta cercando di costruire un razzo per raggiungere la sala del trono del Dottore.
Inoltre, il protagonista ritrova anche Curly, totalmente priva di memoria. Dopo averla aiutata a ripristinare i suoi ricordi, egli scopre finalmente chi è veramente: il suo nome è Quote, ed è stato inviato sull'isola 10 anni prima assieme a Curly per distruggere la Corona Demoniaca, e non per impossessarsene come tutti gli altri robot assassini mandati in precedenza.
Una volta costruito il razzo e aver superato un'ultima, pericolosissima grotta, Quote raggiunge la sala del trono. Dopo aver sconfitto Misery, si imbatte nel Dottore, che ha sintetizzato il potere dei fiori rossi in uno speciale artefatto, il Cristallo Rosso, funzionante anche sugli umani. A seguito di uno scontro tra Quote e il Dottore, quest'ultimo perde il controllo del cristallo e si trasforma in una versione più forte e mostruosa. Il robot riesce a sconfiggerlo, e ritrova Sue, con cui si appresta a fuggire. Tuttavia, il potere del Cristallo ha reso il Dottore un essere incorporeo, che si unisce al nucleo dell'isola diventando l'Undead Core, e Quote è costretto ad annientarlo.
Al termine dello scontro, Quote e Sue si dirigono verso Momorin e Itoh, che nel frattempo sono pronti a lasciare l'isola a bordo di un elicottero. Tuttavia, la distruzione del nucleo dell'isola ha fatto sì che essa non si mantenga più in aria, cominciando così a precipitare.

### Finale migliore
Quote, nella fuga, precipita in un Santuario infernale, e assieme a Curly raggiunge l'artefice della Corona Demoniaca: Ballos, fratello di Jenka. Egli un tempo era un mago molto benvoluto nel regno in cui viveva, ma il re, invidioso di lui, lo imprigionò e lo torturò crudelmente. A seguito di ciò, Ballos impazzì e con la sua potente magia distrusse l'intero regno e i suoi abitanti, compresa la sua famiglia. Jenka, che non poteva permettersi di uccidere suo fratello, decise di imprigionarlo sull'isola fluttuante, e qui, invogliato da Misery, Ballos creò la Corona Demoniaca, infondendola del suo potere malvagio. Il nucleo serviva quindi a contrastare questo potere, per evitare che l'isola si schiantasse al suolo.
Una volta sconfitto Ballos, Quote e Curly liberano l'isola dalla maledizione della Corona Demoniaca, arrestando la sua caduta, e, poiché non è più maledetto dal suo potere, Balrog arriva su ordine di Misery e li aiuta a fuggire dal santuario.

### Finale normale
Quote e Sue, nel fuggire dall'isola, ormai destinata a cadere sulla superficie della terra, vengono soccorsi da Kazuma e dal suo drago, facendo sì che la squadra di ricerca riesca a fuggire sana e salva dopo la sconfitta del Dottore.

### Finale peggiore
Lo si ottiene decidendo di fuggire con Kazuma dopo essere usciti dal Corridoio delle Uova, lasciando l'isola e i suoi abitanti in balìa del Dottore. Questo finale non risulta "canonico", portando il giocatore a un Game Over.

## Modalità di gioco
Il gioco segue un gameplay da avventura dinamica misto a un gioco di piattaforme, ricordando titoli come quelli della serie di Metroid. Il giocatore è chiamato ad esplorare diverse ambientazioni nelle quali interagire con vari personaggi e ottenere oggetti per proseguire. All'inizio il protagonista potrà solo saltare e interagire con porte, oggetti e personaggi premendo la freccia in giù della pulsantiera, ma in breve tempo otterrà un'arma con cui poter sparare e difendersi dai nemici. Nel corso dell'avventura si otterranno altre armi, ognuna con le proprie caratteristiche, e sarà possibile cambiare rapidamente l'arma equipaggiata premendo gli appositi tasti. Sconfiggendo i nemici si possono raccogliere dei frammenti dalla forma di triangoli gialli, che danno punti esperienza alle armi.Con i punti esperienza le armi si possono migliorare, fino al livello tre. Subendo danni, però, l'arma che stiamo utilizzando perde punti esperienza e può scendere di livello. Oltre alle armi e agli oggetti principali, visualizzabili in ogni momento aprendo l'inventario, si potranno trovare espansioni per la salute del protagonista e per le munizioni. Il ritmo della partita è rapido e non troppo impegnativo e va di pari passo con la storia, narrata principalmente tramite i dialoghi tra i personaggi che incontreremo. In base alle scelte effettuate dal giocatore nel corso dell'avventura, sarà possibile assistere a tre finali diversi: uno cattivo, uno neutrale e il finale migliore, ottenibile solo soddisfacendo determinati requisiti e superando una zona dal notevole incremento di difficoltà. Nei remake pubblicati da Nicalis è possibile sbloccare numerose modalità aggiuntive, tra cui una sequenza di scontri con tutti i boss del gioco o sfide a tempo in nuove zone.

## Personaggi
- Quote: è il robot protagonista del gioco. Fu inviato sull'isola 10 anni prima degli eventi di Cave Story con il robot Curly Brace per distruggere la Corona Demoniaca. All'inizio di Cave Story si sveglia senza ricordare niente di se stesso e della sua missione.
- Curly Brace: anche Curly, come Quote perde la memoria. Decide di proteggere i Mimiga bambini nella Zona di Sabbia.
- Sue Sakamoto: la sorella di Kazuma e figlia di Momorin Sakamoto che è alla ricerca di un modo per sventare i piani del Dottore di dominio del mondo, ma lungo la strada è stata trasformata in un Mimiga.
- Kazuma Sakamoto: scienziato a capo della ricerca dell'isola Mimiga e il fratello di Sue.
- Momorin Sakamoto: madre di Sue e Kazuma, è anch'essa una scienziata.
- Balrog: uno scagnozzo del dottore, quello che incontreremo più di tutti nel corso del gioco e che alla fine si rivelerà di buon cuore, ha la forma di un tostapane alato gigante.
- Misery: una strega al servizio del Dottore, figlia di Jenka, una strega più potente.
- Il Dottore: è l'antagonista principale del gioco; trova la Corona Demoniaca, una corona che dà poteri inimmaginabili. Il suo piano consiste nel costituire un'armata di Mimiga per conquistare la superficie della terra.
- King: il capo dei Mimiga, è testardo ma ci tiene a proteggere Toroko per la promessa fatta a suo fratello Arthur prima di morire.
- Professor Booster: ingegnere e scienziato approdato sull'isola assieme ai Sakamoto.
- Itoh: ingegnere di considerevole talento, specializzato nella costruzione di razzi. È stato trasformato in un Mimiga da Misery.
- Toroko: Un'innocente mimiga, sorella di Arthur. Viene rapita dal Dottore al posto di Sue.
- Arthur: prode guerriero mimiga, fratello di Toroko. Viene ucciso dal Dottore prima degli eventi del gioco.
- Jack: secondo al comando tra i mimiga, guardiano del cimitero.
- Jenka: potente strega che vive da molto tempo all'interno dell'isola. Adora giocare con i suoi cinque cuccioli.
- Ballos: fratello minore di Jenka, con un triste passato. Ha una forza magica smisurata. Alla fine si rivela essere il vero cattivo del gioco.
- Il Nucleo: grazie a questo mostro enorme l'isola fluttuante resta in cielo
- Tetsuzou: un armaiolo eremita che ha lavorato per molto tempo alla Stella Polare, che Quote poi prenderà senza il suo permesso.

## Armi
- Stella Polare: l'arma che si trova all'inizio del gioco nella casa dell'armaiolo eremita. In vari punti del gioco potrà essere scambiata per ottenere armi diverse, in base al personaggio a cui la si consegnerà.
- Spur: potenziamento della Stella Polare ottenibile riportandola all'armaiolo eremita nel corso dell'avventura, è l'arma più potente del gioco. La differenza rispetto alle altre armi è che non va fatta salire di livello raccogliendo frammenti, ma può essere caricata tenendo premuto il tasto di fuoco.
- Mitragliatrice: l'arma di Curly. Quando la sconfiggi ti propone di scambiare la tua Stella Polare con la sua arma. Sparando verso il basso con quest'arma potenziata al livello 3 si può fluttuare.
- Palla di Fuoco: arma che si ottiene come ricompensa da Santa per aver trovato la chiave della sua casa. Può lanciare fino a 4 palle di fuoco ed è molto utile per attaccare i nemici su pendii o superfici irregolari.
- Serpente: arma prodotta da Chaba nel labirinto combinando la Stella Polare con la Palla di Fuoco. Quest'arma è interessante e strategica perché i suoi colpi attraversano gli ostacoli.
- Spada: la spada del mimiga King, che ti consegna prima di morire. Pur non avendo un raggio molto ampio, infligge grossi danni già dal livello 1, e al livello 3 permette di attaccare più nemici in contemporanea, invocando lo spirito di King.
- LanciaMissili: arma dotata di grande potenza ma con un caricatore limitato (ma che può essere ampliato con determinati bonus).
- Lanciarazzi: potenziamento del LanciaMissili normale, di cui aumenta la velocità del colpo e il danno inflitto.
- Bubbler: arma che spara bolle, che al livello 3 possono essere caricate per un attacco di massa.
- Nemesis: arma per esperti, visto che più sale di livello, più debole diventa.